# Tranvia Parma-Fornovo
La tranvia Parma-Fornovo era una linea tranviaria interurbana che collegava le città di Parma e Fornovo di Taro dal 1910 al 1954.

## Storia

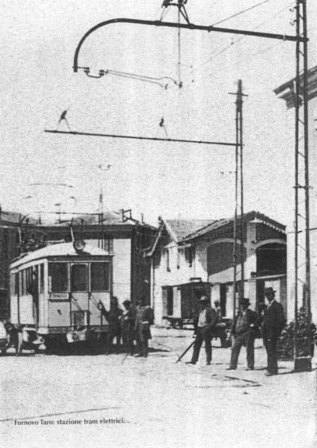
Fornovo, capolinea tranviario

Sin dal 1892 la provincia di Parma era attraversata da una vasta rete di tranvie interurbane a vapore, gestite dalla SNFT.
Nel 1904 il Consiglio Provinciale di Parma aveva deliberato di richiedere la concessione per tre linee tranviarie a trazione elettrica:
- una linea per Fornovo di Taro, che attraversasse la Valle del Ceno;
- una linea per Calestano, che passasse per la Val Baganza;
- una linea tranviaria urbana nella città di Parma.

Tali linee avrebbero collegato più celermente le due vallate appenniniche con il capoluogo: in particolare la linea per Fornovo avrebbe integrato il servizio offerto dalla ferrovia Pontremolese.
La concessione, la cui domanda fu presentata nel 1905, fu approvata l'anno successivo. A questa concessione se ne aggiunsero altre nel 1909 per il completamento della rete urbana.
L'inaugurazione delle linee a trazione elettrica avvenne il 5 maggio 1910, data scelta per commemorare il cinquantesimo anniversario della partenza dei Mille da Quarto; alla presenza di Luigi Lusignani, Presidente della Deputazione delle Tranvie Elettriche dal 1903 al 1914 e già sindaco di Parma.
Il 5 novembre 1918 la provincia di Parma cedette l'esercizio delle sue linee tranviarie elettriche alla Compagnia Nazionale di Trasporti e Comunicazioni (CNTC), costituitasi per l'occasione, la quale unificò la gestione con quella delle linee tranviarie foresi a vapore.
La CNTC dovette subito fronteggiare la concorrenza delle autolinee, che rendevano la situazione finanziaria della società precaria, tanto che dal 1934 fu costretta a sopprimere alcune linee interurbane a vapore.

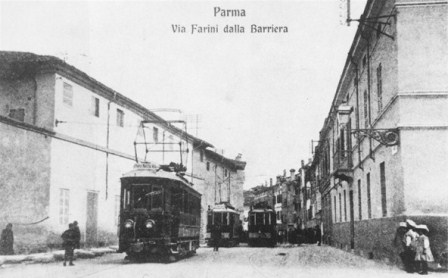
Parma, tram urbani ed extraurbani in via Farini

Nel 1939 la CNTC e la Provincia di Parma sottoscrissero una convenzione con la quale la società poteva sopprimere le tranvie a vapore e sostituirle con autolinee, mentre le linee a trazione elettrica avrebbero dovuto essere riconsegnate alla provincia entro il 31 dicembre 1941: le linee a vapore furono soppresse entro il 1940, cedendo alla Società Riunite Trasporti (SoRiT) le concessioni per le autolinee sostitutive delle tranvie a vapore e per le tranvie elettriche, mentre lo scoppio della Seconda guerra mondiale fece rinviare il termine per la riconsegna delle linee elettriche a due anni dopo il termine del conflitto.
Il 15 aprile 1948 la provincia di Parma riassunse l'esercizio delle tranvie elettriche urbane e interurbane, costituendo poco dopo l'azienda speciale Tranvie Elettriche Parmensi (TEP), la quale cedette due anni dopo le tranvie urbane al Comune di Parma.
Le linee extraurbane della TEP, ormai usurate, furono integrate dal maggio 1953 con corse automobilistiche che in breve tempo soppiantarono quelle tranviarie: sulla linea per Fornovo l'orario prevedeva quattro corse tranviarie e dieci con autobus. Il servizio tranviario cessò definitivamente nell'aprile 1954, sostituito da autolinee esercite dalla TEP.

## Caratteristiche
|  | Unknown route-map component "uexKBHFa" |

|  | Unknown route-map component "uexBHF" |

|  | Unknown route-map component "uexBHF" |

|  | Unknown route-map component "uexBHF" |

|  | Unknown route-map component "uexHST" |

|  | Unknown route-map component "uexBHF" |

|  | Unknown route-map component "uexBHF" |

|  | Unknown route-map component "uexABZgl" | Unknown route-map component "uexCONTfq" |

|  | Unknown route-map component "uexBHF" |

|  | Unknown route-map component "uexHST" |

|  | Unknown route-map component "uexBHF" |

|  | Unknown route-map component "uexBHF" |

|  | Unknown route-map component "uexKBHFe" |

La linea tranviaria era a scartamento normale di 1445 mm, e si sviluppava per 21,172 km, di cui 6,535 in comune con la linea per Marzolara. 
Il raggio minimo di curva era di 40 metri, la pendenza massima del 35 per mille; la velocità massima ammessa di 40 km/h. Per la linea si adottò un sistema di alimentazione a corrente alternata alla frequenza di 25 Hz e tensione di 4000 V, con linea di contatto sistema Siemens-Schuckert a doppia catenaria.
In ambito urbano la tensione era abbassata a 400 V: la transizione avveniva mediante un tratto neutro lungo circa 16 metri posto in prossimità della centrale di alimentazione.

### Percorso

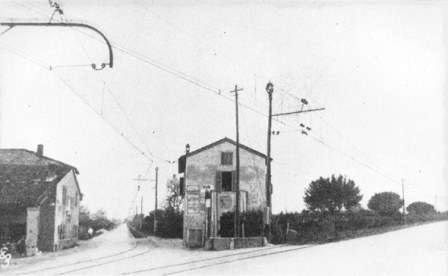
Collecchio, bivio Stradella

Il capolinea si trovava in Barriera Bixio, tra il torrente Parma, viale Caprera e la barriera stessa. Presso il capolinea parmense si trovavano anche la direzione, gli uffici del movimento, lo scalo merci, il deposito e la centrale elettrica (che alimentava sia le linee foresi che quelle urbane).
Uscita dalla città la linea imboccava la Strada statale 62 della Cisa, toccando le località di Cavagnari, Baccanelli, Cavalli e Stradella, da cui si biforcava la linea per Calestano. La tranvia proseguiva quindi per Collecchio, Scodogna, Gaiano, Ozzano e Riccò, terminando il tragitto a Fornovo.

## Materiale rotabile
Sulla tranvie extraurbane elettriche parmensi prestarono servizio dieci motrici (con 7 posti di prima classe, 21 posti di seconda classe e bagagliaio) dotate di due carrelli di costruzione Böker del tipo ad aderenza massima, lunghe 11,42 m e larghe 2,31 m, spinte da due motori Siemens monofasi collegati in serie da 70 CV l'uno in grado di toccare i 65 km/h La presa di corrente era a pantografo, che supportava due archetti striscianti. Ad esse si affiancavano due locomotori, anch'essi spinti da due motori da 70 CV e dotati di un rapporto che gli permetteva di raggiungere i 22 km/h di velocità massima, undici rimorchiate a due assi radiali e terrazzini aperti (di cui una carrozza salone e 10 vetture miste di prima e seconda classe), 28 carri a sponde basse, 16 carri a sponde alte e 16 carri chiusi, tutti con portata di 8 tonnellate: la composizione tipica dei convogli prevedeva una motrice e tre rimorchiate.
Cessate le tranvie extraurbane le vetture furono accantonate presso il deposito di Barriera Bixio in attesa della vendita come rottame.